# Johann Kirsten

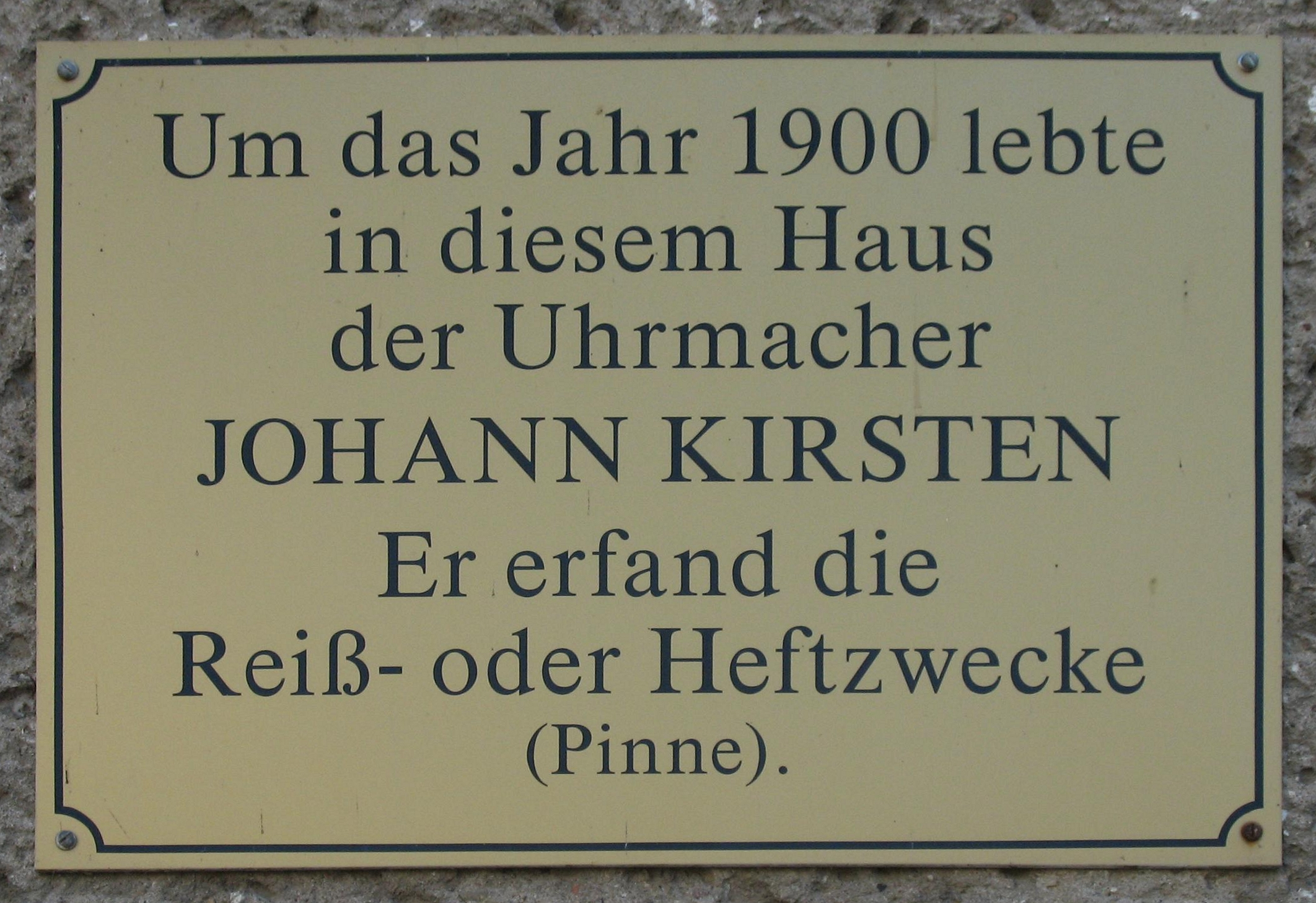
Gedenktafel am Haus von Johann Kirsten in Lychen

Johann Kirsten (* 19. Jahrhundert; † 20. Jahrhundert) war ein deutscher Uhrmachermeister und der Erfinder der Reißzwecke.

## Leben
Über das Geburtsdatum, die Herkunft und die Ausbildung Kirstens ist nichts bekannt. Sein Vater soll ein August Kirsten gewesen sein, der 1881 ein Patent für einen Verschluss für Kohlensäureflaschen bekam.
Um 1900 lebte Kirsten in der Fürstenberger Straße 124 (heute 13) in Lychen. Auf dem Hof seines Anwesens betrieb er eine kleine Uhrmacherwerkstatt. Dort erfand der Tüftler unter anderem einen Verschluss für Kohlensäureflaschen und die Reißzwecke.
Johann Kirsten soll später noch in Aktien der Lychener Kohlensäurefabrik investiert haben, da die Fabrik seine Kohlensäureflaschen-Verschlüsse für die zum Transport stehenden Flaschen auf Pferdewagen einsetzte.
Über den Tod Kirstens ist nichts bekannt. Er wurde nicht in Lychen beigesetzt.
Kirsten galt als kauzig, exzentrisch, chaotisch und er war Alkoholiker. Eine Anekdote erzählt, dass er eine Kutsche bestellte, um nach nebenan in die Kneipe zu fahren, während seine Kinder zu Hause hungern mussten.

## Die Erfindung der Reißzwecke
Es ist überliefert, dass Kirsten sich oftmals seinen rechten Daumen verletzte, da er häufig Merkzettel an der Wand seiner Werkstatt anbrachte. Um erneuten Verletzungen seines Daumens vorzubeugen, verband er 1902/1903 mit Hilfe einer Stanze einen kurzen Nagel mit einem kleinen gewölbten Stück Blech. Dieses Gebilde nannte er „Pinne“ und stellte mit zwei Mitarbeiterinnen einige Tütchen davon her. Quelle der Überlieferung war der Schuhmachermeister Hermann Stolte aus Lychen, dessen Vater früher im Nachbarhaus Johann Kirstens gewohnt hat. Er erzählte die Geschichte in den 1970er Jahren Wolfgang Knape vom VEB Brockhaus-Verlag, der damals im Auftrag des Verlags ein Porträt der Uckermark machen sollte. Der Wahrheitsgehalt dieser Erzählung wurde mittlerweile in Frage gestellt.
Weil Kirsten sich in großer Geldnot befand, verkaufte er die Rechte an der Pinne 1903 an Arthur Lindstedt, der in Lychen eine Metallkurzwarenfabrik besaß. Die Pinne hatte allerdings einen Fehler: Drückte man zu stark, drang der Stift durch das Blechstück und verletzte den Daumen. Deswegen wollte Lindstedt die Pinne zunächst nicht produzieren.
Otto Lindtstedt († 30. April 1945) übernahm 1903 die Fabrik seines Bruders und perfektionierte gemeinsam mit seinen Mitarbeitern die Pinne und ließ sie am 8. Januar 1904 unter dem Namen „Heftzwecke“ patentieren. Die Nummer des Patentes lautete 154957 Klasse 70E.
Danach wurden täglich 6000 bis 7000 Reißzwecken hergestellt und die Lindstedts wurden Millionäre. Kirsten wurde am Gewinn nicht beteiligt. Bis 1965 bestand die Lychener Metallwarenfabrik, die 1962 verstaatlicht wurde und sich dann auf die Produktion von Spezialmotoren für Autoheizungen und Ähnlichem spezialisierte. 1965 wurde sie Teil des Unternehmens Ölheizungsgerätewerk Sirokko in Neubrandenburg. 1967 verließ sie ihren alten Standort hinter der Apotheke in der Berliner Straße und bezog ein neues Gelände am Ortsrand.

## Ehrungen
- Gedenktafel am Haus Fürstenberger Straße 13 in Lychen, dem ehemaligen Wohnhaus von Johann Kirsten. Gehören soll es einer in den USA lebenden Verwandten, schon seit Jahren steht es zum Verkauf (Stand: 2017)
- Abbild einer „überdimensionierten Reißzwecke“[5]